# 海安县人民医院
海安县人民医院（南通医学院附属海安医院），是中华人民共和国江苏省的一所医院，为三级乙等医院，位于海安县海安镇中坝中路17号。

## 规模
海安县人民医院总床位420张，日门诊量643人次。